# Даскалово
Даскалово (болг. Даскалово) — село в Болгарии. Находится в Кырджалийской области, входит в общину Черноочене. Население составляет 374 человека.

## Политическая ситуация
В местном кметстве Даскалово, в состав которого входит Даскалово, должность кмета (старосты) исполняет Гюнер  Шабан Апти (Движение за права и свободы (ДПС)) по результатам выборов.
Кмет (мэр) общины Черноочене — Айдын Ариф Осман (Движение за права и свободы (ДПС)) по результатам выборов.